# 240 (число)
240 (Дві́сті со́рок) — натуральне число між 239 та 241.
- 240 день в році — 28 серпня (у високосний рік 27 серпня).

## У математиці
- Сума 4 послідовних простих чисел: 53+59+61+67.
- Сума 7 послідовних простих чисел: 17+19+23+31+37+41+43.

## В інших галузях
- 240 рік, 240 до н. е.
- В Юнікоді 00F016 — код для символу «?» (Latin Small Letter Eth).
- NGC 240 — галактика в сузір'ї Риби.
- Океан-240 — радянський 8-розрядний персональний комп'ютер.
- 240 Вольт — було стандартною напругою в Англії та Австралії до переходу до 230.
- У системі Британської валюти, до 1971 — кількість пенсів в фунті.
- Nissan 240SX.
- Volvo 240.